# Scarabaeus laevistriatus
Scarabaeus laevistriatus es una especie de escarabajo del género Scarabaeus, familia Scarabaeidae. Fue descrita científicamente por Fairmaire en 1893.
Habita en la región afrotropical (Somalia, Kenia, Tanzania).